# Explotació de Ferrocarrils per l'Estat
Explotació de Ferrocarrils per l'Estat (EFE o ESTADO) fou un ens públic dependent del ministeri d'obres públiques espanyol fundat el 1926. El seu objectiu era assumir l'explotació de línies de ferrocarrils que havien declarat fallida.
Al començament EFE explotava qualsevol tipus de línia. Això canvià quan es fundà la RENFE el 1941, que va limitar el seu àmbit d'actuació a la via estreta.
Degut a la gran quantitat de línies que explotava, el 1965 es va dissoldre per formar un organisme autònom amb el nom de Ferrocarrils de Via Estreta.

## Línies explotades alsPaïsos Catalans
| Línia                         | Ample de via | Data traspàs a l'Estat | Companyia inicial                                          | Inauguració | Notes                                                                                   |
| Ripoll-Puigcerdà              | 1671 mm      | 22/10/1922             | Estat                                                      | 22/10/1922  | Explotat per Ferrocarrils del Nord                                                      |
| Lleida-Balaguer               | 1671 mm      | 3/03/1924              | Comissió dels ferrocarrils transpirenaics de l'estat       | 1/02/1924   | Explotat per Ferrocarrils del Nord. Traspassada a RENFE el 30/06/1941.                  |
| Carcaixent-Dénia              | 1000 mm      | 30/12/1941             | Norte                                                      | 1/04/1884   | Traspassat a EFE per l'absorció de les línies de Ferrocarrils del Nordper Renfe el 1941 |
| Girona-Olot                   | 1000 mm      | 15/10/1963             | Companyia del Ferrocarril d'Olot a Girona                  | 13/11/1891  | [ 2 ]                                                                                   |
| Tortosa-la Cava               | 1000 mm      | 01/03/1964             | Ferrocarriles Económicos, SA                               | 11/08/1926  | Clausurat el 01/01/1968                                                                 |
| Camins de ferro de Mallorca   | 914 mm       | 1/08/1941              | Companyia dels Ferrocarrils de Mallorca                    | 24/02/1875  |                                                                                         |
| Onda-Grau de Castelló         | 750 mm       | 5/09/1931              | Ferrocarril d'Onda a Grau de Castelló                      | 13/08/1888  | Clausurat el 1/09/1963                                                                  |
| Vila-real-Grau de Borriana    | 750 mm       | 5/09/1931              | Ferrocarril d'Onda a Grau de Castelló                      | 1/07/1907   | Clausurat el 1/09/1963                                                                  |
| Línia Palamós-Girona-Banyoles | 750 mm       | 7/08/1941              | Ferrocarriles Económicos Españoles S.A.                    | 23/08/1887  | Clausurat el 1/01/1956                                                                  |
| Sant Feliu de Guíxols-Girona  | 750 mm       | 15/10/1963             | Compañía del Ferrocarril de Sant Feliu de Guíxols a Gerona | 29/06/1892  |                                                                                         |

## Línies explotades a la resta d'Espanya
| Línia                                           | Ample de via | Data traspàs a l'Estat | Companyia inicial                                                                | Inauguració | Notes                                                      |
| La Puebla de Híjar-Alcanyís                     | 1671 mm      | 1/09/1900              | Compañia de los Ferrocarriles de Zaragoza al Mediterraneo                        | 31/07/1895  |                                                            |
| Àvila-Salamanca                                 | 1671 mm      | 24/08/1908             | Madrid and Portugal direct Railway (Avila and Salamanca) Limited                 | 31/05/1894  | Cedit a Oeste el 1928                                      |
| Betanzos-Ferrol                                 | 1671 mm      | 1/05/1913              | Estat                                                                            | 1/05/1913   | Cedit a Oeste el 1928                                      |
| Sevilla-Alcalá de Guadaíra-Carmona              | 1671 mm      | 7/04/1930              | Ferrocarril de Sevilla a Alcala y Carmona                                        | 24/11/1880  |                                                            |
| Múrcia-Mula-Caravaca                            | 1671 mm      | 29/05/1933             | Estat                                                                            | 29/05/1933  |                                                            |
| Gibraleón-Ayamonte                              | 1671 mm      | 8/05/1937              | Estat                                                                            | 14/08/1936  |                                                            |
| Fuencarral-Colmenar Viejo                       | 1440 mm      | 3/04/1941              | Compañía Madrileña de Urbanización                                               | 24/07/1911  | Clausurat el 30/06/1955                                    |
| Cartagena-Los Blancos                           | 1067 mm      | 1/04/1931              | The Cartagena and Gerrerias steam tramway ltd.                                   | 7/07/1897   |                                                            |
| Buitron-San Juan del Puerto                     | 1067 mm      | 29/12/1941             | Compañia anonima de Buitron                                                      | 1/12/1906   |                                                            |
| Gasteiz/Vitoria–Oñati/Mekolalde–Lizarra/Estella | 1000 mm      | 03/05/1897             | The Anglo-Vasco-Navarro Railway                                                  | 13/02/1889  |                                                            |
| Castro Urdiales-Traslaviña                      | 1000 mm      | 16/07/1922             | Compañía del Ferrocarril de San Julián de Musques á Castro Urdiales y Traslaviña | 29/06/1899  |                                                            |
| Sierra Alhamilla-port d'Almeria                 | 1000 mm      | 21/09/1928             | The Chorrillo-Almeria Railway Co. Ltd.                                           | ?           |                                                            |
| Amorebieta-Pedernales                           | 1000 mm      | 30/03/1932             | Ferrocarril de Amorebieta a Pedernales y Bermeo                                  | 5/03/1893   |                                                            |
| Tramvies de Linares                             | 1000 mm      | 1/09/1934              | Tranvias de Linares S.A.                                                         | 29/10/1904  |                                                            |
| San Julian-Fuengirola                           | 1000 mm      | 16/09/1934             | Ferrocarril de Malaga a Fuengirola                                               | 28/05/1916  |                                                            |
| Linares-Baeza-Úbeda                             | 1000 mm      | 2/05/1936              | Ferrocarril de la Loma                                                           | 8/12/1907   | Clausurat el 1/09/1963                                     |
| Calahorra-Préjano                               | 1000 mm      | 6/05/1938              | Sociedad de los ferrocarriles electricos                                         | 31/07/1934  |                                                            |
| Tudela-Tarazona                                 | 1000 mm      | 30/12/1941             | Norte                                                                            | 1/01/1886   | Reconstruït en ample ibèric. Cedit a la Renfe el 7/07/1952 |
| Peñarroya-Puertollano-Fuente del Arco           | 1000 mm      | 1/02/1956              | Sociedad mineira y metalurgica de Peñarroya                                      | 3/12/1898   |                                                            |
| Astillero-Ontaneda                              | 1000 mm      | 15/11/1961             | Compañia del ferrocarril de Astillero a Ontaneda S.A.                            | 9/06/1902   |                                                            |
| Santander-Bilbao                                | 1000 mm      | 1/08/1962              | ferrocarril de Santander a Bilbao S.A.                                           | 20/06/1896  |                                                            |
| Granada-Sierra Nevada (Andalusia)               | 750 mm       | 3/08/1931              | Ferrocarril de Granada a Sierra Nevada                                           | 21/02/1925  |                                                            |
| Valdepeñas-Puertollano                          | 750 mm       | 1/02/1932              | ferrocarril de Valdepeñas a Puertollano                                          | 22/12/1893  | Clausurat el 1/09/1963                                     |